# Continental (juego)
El continental es un juego de cartas al que se juega con dos (o más)  barajas inglesas y en el que hay que hacer diferentes combinaciones, como ocurre en el  gin rummy, el remigio, el  chinchón o la  canasta. 
Una partida de continental se compone de siete manos o juegos, debiéndose realizar en cada una de ellas una combinación distinta de tríos o escaleras, con una mayor dificultad cada vez.
Tiene las peculiaridades de que la combinación a realizar en cada mano es fija y que se permite robar "de contra" (coger fuera de tu turno la carta del pozo, si no está pisada).

## Previos

### Objetivo del juego
Ser el jugador con menor número de puntos al final de la partida. 
Para ello hay que ligar las cartas en las combinaciones establecidas para cada juego y exponerlas, ya que las cartas que queden en la mano, combinadas o no, son las que puntúan según su valor.

### Jugadores
De dos a cuatro.
Juegan siempre individualmente sin formar parejas ni equipos.

### Tipo de baraja
El continental se juega con dos barajas inglesas, con tres comodines por baraja (aunque también se puede jugar con sólo dos por baraja).
También se admiten las de póker españolas. 

### Valor de las cartas
- Comodín o jóker: 50 puntos
- As: 20 puntos
- Figuras (rey, reina o dama y jota): 10 puntos
- Números (10, 9, 8, 7, 6, 5, 4, 3 y 2): su valor.

### Combinaciones: tríos y escaleras
Las dos combinaciones posibles son tríos y escaleras. En México y en otros países de Hispanoamérica se les llama también "tercias" y "corridas" respectivamente.
Un trío son tres o más cartas del mismo número o letra, de diferente  palo.
Una escalera son cuatro o más cartas consecutivas del mismo palo, sin límite de cartas (es decir, se pueden repetir). No tiene principio ni fin: el as puede ser la carta mayor, la carta menor o incluso intermedia entre el dos y el rey. 
Cuando hay que hacer varias escaleras, todas ellas pueden ser del mismo palo (igual que puede haber varios tríos del mismo número o letra).

### Combinaciones fijas y cartas a repartir en cada juego o mano
En el continental clásico se juegan siete juegos o manos, de menor a mayor dificultad, repartiéndose en cada una de ellas una carta más de las imprescindibles para realizar las combinaciones de esa mano:
1. (TT): Dos tríos. Se reparten seis cartas.
2. (TE): Un trío y una escalera. Se reparten siete cartas.
3. (EE): Dos escaleras. Se reparten ocho cartas.
4. (TTT): Tres tríos. Se reparten nueve cartas.
5. (TET): Dos tríos y una escalera. Se reparten diez cartas.
6. (ETE): Un trío y dos escaleras. Se reparten once cartas.
7. (EEE): Tres escaleras. Se reparten doce

## El juego

### Inicio del juego: sorteo de puestos y reparto de cartas
Se sortean los puestos, repartiendo una carta a cada jugador. Si a varios jugadores les tocan cartas de igual índice, desempatan entre ellos (para ver cuál de ellos tiene mayor carta).
El jugador con mayor carta será el que empiece a repartir. A su derecha se sienta el que tiene la segunda carta mayor, y así sucesivamente, en sentido contrario a las agujas del reloj. Este sentido es también el sentido de desarrollo del juego.
El jugador que reparte, antes de repartir, barajará el mazo de cartas y lo dará a cortar al siguiente jugador. A continuación repartirá a cada jugador las cartas correspondientes a la mano en juego, de una en una, en sentido contrario a las agujas del reloj, empezando por el jugador a su derecha y terminando por él mismo. 
Después colocará el resto del mazo en el centro de la mesa, colocando junto a él la carta de arriba, boca arriba, con la que se inicia el montón de descartes o pozo. Esta primera carta puede ser un comodín o cualquier otra carta.
El jugador que empieza a jugar es el que está a la derecha del que ha repartido, el que cortó el mazo antes de repartir. 

### Desarrollo del juego
Al principio de su turno el jugador debe coger la carta boca arriba del pozo o la carta superior del mazo, una de las dos. Al coger la carta empieza el turno de ese jugador.
Termina su turno descartándose de una de las cartas de su mano, que dejará sobre el pozo, boca abajo si es la última que le queda o boca arriba si el juego continúa. Una vez que la carta toca el pozo el jugador debe dejarla ahí, sin poder cambiarla por otra: "carta en la mesa, presa". 
Las cartas del pozo no se pueden ver, salvo la superior.
Si un jugador pregunta a otro cuántas cartas le quedan, éste debe responder, sin mentir. 

### Robar "de contra"
Si el jugador al que le toca no toma la carta del pozo, podrá hacerlo cualquiera de los jugadores siguientes (puede robarla de contra incluso el jugador que la soltó), robando además como penalización la carta superior del mazo y sin soltar ninguna carta. Debe hacerlo siempre antes de que se produzca el descarte y el consiguiente cambio de turno, momento en el que la carta que había en el pozo estará pisada y ya nunca se podrá robar, aunque alguien coja la carta descartada sobre ella.
Si la quieren dos o más jugadores, se la lleva el jugador cuyo turno sea antes.

### Bajarse
Durante su turno, el jugador que tenga las combinaciones que correspondan a la mano en curso puede ponerlas sobre la mesa, boca arriba y separando unas combinaciones de otras, acción que recibe el nombre de “bajarse”. Las cartas bajadas no se cuentan si otro jugador cierra.
Una vez bajado, el jugador puede colocar cartas en cualquiera de las combinaciones que haya sobre la mesa, aumentándolas, siempre que sea su turno.
Si le queda más de una carta debe seguir jugando con ellas hasta conseguir colocarlas en alguna de las combinaciones bajadas y cerrar.
Una vez que un jugador se ha bajado correctamente y ha pasado su turno, no puede "subirse".

### Final del juego o mano
Si a un jugador, una vez que se ha bajado y ha colocado todas las cartas posibles en las combinaciones ya bajadas, le queda sólo una carta, la pone sobre el pozo o montón de descartes boca abajo, cerrando el juego o mano actual. Si esa última carta también la puede colocar en alguna combinación, puede hacerlo y cerrar el juego igualmente (en este caso puede poner la palma de su mano sobre el montón de descartes).
Cuando un jugador se baja y cierra en el mismo turno, obtiene -10 puntos en esa mano. Si se bajó en un turno anterior, obtiene 0 puntos.
Los demás jugadores cuentan el valor de las cartas que les quedan en la mano y lo apuntan: debajo del nombre de cada jugador habrá una línea para cada mano, que comenzará identificando de qué mano se trata (TT, TE, EE, TTT,… ) y a continuación la puntuación de esa mano y la puntuación parcial hasta ese momento de cada jugador, de modo que se pueda ir conociendo la clasificación al final de cada mano.
A continuación se recogen las cartas y el turno de reparto pasa al jugador siguiente al que repartió en la mano que acaba de concluir. El jugador al que le toque ahora repartir dará las cartas que correspondan a la nueva mano tras barajar y producirse el corte del mazo, y así sucesivamente todas las manos.

### Final de la partida
Al terminar la última mano, el jugador que tenga menos puntos acumulados será el ganador de la partida.
En caso de empate entre varios jugadores, el ganador entre esos jugadores será el que más recientemente haya ganado una mano.

## El comodín
El comodín, también llamado jóker, es una carta especial que reemplaza a cualquier otra de la baraja.
En los tríos no hay límite de comodines, incluso puede construirse un trío de comodines: la primera carta distinta de un comodín que se añada a ese trío determinará de qué es.
En una escalera no puede haber dos comodines consecutivos. Los comodines de una escalera ya bajada pueden moverse en la escalera en la que están o a otras escaleras del mismo jugador, salvo que se quede alguna escalera con menos de cuatro cartas o se coloquen dos comodines juntos. El comodín de una escalera puede cambiarse por la carta a la que sustituye, debiendo emplearse en ese mismo momento en cualquier escalera del jugador que bajó esa escalera, siempre que no al realizarse el cambio no se coloquen dos comodines consecutivos. Si el comodín está libre (en uno de los extremos de la escalera) también se puede mover a otra escalera de ese jugador, siempre que la escalera no quede con menos de cuatro cartas.
Los comodines de una escalera son las únicas cartas que se pueden mover una vez bajadas, siempre que cumplan las condiciones del párrafo anterior. El resto de cartas bajadas quedan fijas, sin posibilidad de ser movidas o cambiadas por otras.

## Estrategias permitidas
Para lograr el objetivo del juego (ser el jugador con menor número de puntos al final de la partida) se pueden emplear una serie de estrategias no prohibidas en el reglamento, según las circunstancias de cada partida:
- Soltar comodines o cartas altas aunque estén colocadas, cuando alguien se ha bajado y está a punto de cerrar y pillarte con todas las cartas en tu mano.
- Soltar comodines o cartas colocadas, cuando te interesa que el siguiente jugador a ti cierre y pille a los demás (por ejemplo porque vayan ganando por muchos puntos).
- Soltar cartas colocadas, cuando no tienes otra que soltar y no te interesa soltar una que te sirve a ti intentando robarla de contra (te arriesgas a que la quiera otro de los jugadores y te la quite).
- Soltar todas las cartas altas, para intentar terminar el juego con el menor número de puntos posible, cuando se tienen muy malas cartas o cuando se va en cabeza a muchos puntos de los demás.
- Robar mucho de contra cuando se tienen muy malas cartas, para intentar bajarse cuanto antes.
- Bajarse y no colocar en las bajadas todas las cartas posibles, para esperar y colocar todas las que queden de una vez cuando se quiere pillar desprevenido a algún jugador que no se baja hasta que te quede una.

## Variantes al continental clásico
Al principio de una partida se puede establecer el jugar a alguna de estas variantes o el prohibir alguna estrategia concreta, siempre de mutuo acuerdo entre todos los jugadores:
- Supercontinental: Se añaden cinco nuevos juegos o manos: TTTT, TTTE, TTEE, EEET y EEEE. En cada una de esas manos se reparten 13, 14, 15, 16 y 17 cartas respectivamente.
- Añadir al inicio dos nuevos juegos: T y E, repartiéndose 4 y 5 cartas respectivamente.
- Permitir cerrar con cartas en la mano, siempre que sumen cinco puntos o menos.
- Sólo permitir cerrar con -10 (bajarse y cerrar al mismo tiempo), en todos los juegos o sólo en el último.
- Obligar a que las escaleras en EE, ETE o EEE sean de palos distintos y que los tríos de TT, TTT o TET sean de números o letras distintos.
- Cambiar el valor del -10 según el juego: -10 en TT, -20 en TE, -30 en EE, y así hasta -70 en EEE.
- Otorgar -50 puntos al que se baja y cierra en el mismo turno.
- Otorgar -50 puntos al que cierra colocando todas sus cartas, sin que le quede una para cerrar.
- Cambiar el valor asignado a las cartas: cinco puntos a todas las cartas con índices entre el 2 y el 7; diez puntos a los ochos, nueves, dieces y figuras; veinte a los ases, y cincuenta a los comodines.
- No permitir a cada jugador robar de contra más de tres veces por juego.
- No permitir que la primera carta del pozo sea un comodín (si se da el caso, cambiarla por otra).
- Jugar sin comodines.
- Jugar considerando como comodines los doses rojos, además de los propios comodines.

## Vocabulario específico
Bajarse o abatir: Mostrar las combinaciones de cartas que corresponden al juego en curso y dejarlas expuestas sobre la mesa.

Carta de castigo: Carta extra que tome el jugador que robe fuera de su turno.

Cerrar o irse: Terminar una mano o juego, al quedarse un jugador sin cartas en la mano.

Combinar o ligar: Agrupar las cartas en tríos o en escaleras, según lo que toque en cada juego.

Corazones: Uno de los palos de la baraja inglesa. Su símbolo es un corazón, de color rojo.

Descartarse: Echar una carta al pozo un jugador al terminar su turno.

Diamantes: Uno de los palos de la baraja inglesa. Su símbolo es un rombo, de color rojo.

Escalera: Serie de cuatro o más cartas consecutivas del mismo palo.

Figura: Los reyes, reinas (o damas) y jotas.

Limpia: La combinación hecha sin utilizar ningún comodín.

Mano (de un jugador), o simplemente "su mano": Conjunto de cartas que un jugador tiene en su mano durante el juego.

Mano o juego: Cada uno de los juegos que componen la partida de continental.

Mazo, montón, o simplemente "el montón": Conjunto de cartas boca abajo del que se reparten las cartas al principio del juego o mano y del que van robando los jugadores cuando les toque en su turno o de contra.

Picas: Uno de los palos de la baraja inglesa. Su símbolo es una lanza, de color negro.

Pisar: Poner una carta encima del montón de descartes cuando éste tiene alguna carta.

Pozo o montón de descartes: Montón de cartas boca arriba formado por los sucesivos descartes de los jugadores.

Robar "de contra": Robar el descarte de otro jugador fuera del propio turno. Conlleva robar una carta más, del montón, como penalización.

Ronda: Turnos transcurridos desde que le toca al jugador que empezó la mano hasta que le vuelve a tocar de nuevo.

Subirse: Devolver las cartas bajadas a la mano del jugador, anulando la bajada. Puede suceder antes de que pase el turno del jugador que se ha bajado, bien porque haya algún error en sus combinaciones o porque se haya arrepentido y quiera esperar más antes de bajarse.

Sucia: La combinación hecha utilizando algún comodín.

Tréboles: Uno de los palos de la baraja inglesa. Su símbolo es un trébol de tres hojas, de color negro.

Trío: Grupo de tres o más cartas con igual número o índice.